# Eduard Strauch

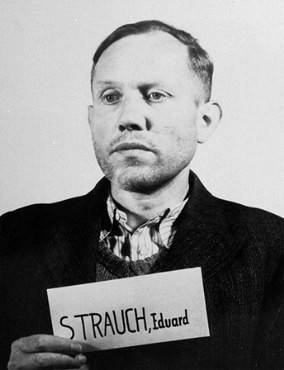
Eduard Strauch während der Nürnberger Prozesse

Eduard Karl Strauch (* 17. August 1906 in Essen; † 15. September 1955 in Uccle) war SS-Obersturmbannführer, Befehlshaber des Einsatzkommandos 2, anschließend Kommandeur der Sicherheitspolizei und des SD zunächst in dem Generalbezirk Weißruthenien (heutiges Belarus), dann später in Wallonien (Belgien), ab Oktober 1944 zur Waffen-SS versetzt. Er war an schweren Kriegsverbrechen und Verbrechen gegen die Menschlichkeit beteiligt.

## Leben
Strauchs Vater war Vorarbeiter in einer Fabrik. Seine Familie war nach Ende des Ersten Weltkriegs stark von der Inflation betroffen. Über Jahre mussten Eduard Strauch und sein Bruder neben der Schule arbeiten, um das Familieneinkommen aufzubessern. In dieser Zeit wurde Strauch politisiert; er trat dem nationalistischen Jungdeutschen Orden bei, dem er bis Ende 1927 angehörte. Er studierte zuerst Theologie an den Universitäten Erlangen und Münster, wechselte dann aber zu den Rechtswissenschaften. 1932 legte er sein erstes, 1935 sein zweites juristisches Staatsexamen ab.
Am 1. August 1931 wurde Strauch Mitglied der NSDAP (Mitgliedsnummer 623.392) und der SA. Im Dezember 1931 trat er von der SA in die Allgemeine SS über (SS-Nr. 19.312). Ab 1934 arbeitete er für den Sicherheitsdienst des Reichsführers SS (SD).
Wie viele andere Mitglieder des SD übernahm Strauch nach dem Beginn des Krieges gegen die Sowjetunion das Kommando einer Einheit der Einsatzgruppen. Er führte ab dem 4. November 1941 das Einsatzkommando 2 innerhalb der Einsatzgruppe A, die von Walter Stahlecker befehligt wurde. Am 30. November 1941 beteiligte sich ein 20 Mann starkes Kommando des Einsatzkommandos 2 unter seiner Führung am Massaker von Rumbula, der Ermordung von 10.600 Juden im Wald von Rumbula bei Riga. Unter anderem für diese „Verdienste“ wurde er am 3. Dezember 1941 zum Kommandeur der Sicherheitspolizei und des SD in Weißruthenien ernannt.
Im Juli 1943 berichtete der Generalkommissar für Weißruthenien über ein Gespräch mit dem „extrem fähigen […] Chef des SD, SS-Obersturmbannführer Dr. jur. Strauch“, der es geschafft habe, „allein in den letzten 10 Wochen 55.000 Juden zu liquidieren“.
Am 25. Juli 1943 denunzierte Strauch den Generalkommissar Wilhelm Kube, dass dieser nicht energisch genug gegen die Juden vorging: „Die Einstellung des Generalkommissars Kube zur Judenfrage ist derartig, daß man schon von Judenhörigkeit sprechen kann.“
Strauch war aufgrund seines Alkoholismus selbst innerhalb der SS mitunter der Kritik ausgesetzt. Seine Aktivitäten seien, hieß es, „vorwiegend triebhaft“, vor allem „unter der enthemmenden Wirkung des Alkohols“.
Nach NS-Ende  wurde Strauch im Nürnberger Einsatzgruppen-Prozess zum Tode verurteilt, aber wegen seiner Verbrechen in gleicher Position in Wallonien nach Belgien ausgeliefert. In Lüttich wurde er wegen Erschießung von Kriegsgefangenen angeklagt (1948) und erneut zum Tode verurteilt (1949). „Wegen Geisteskrankheit“ wurde das Urteil nicht vollstreckt. Strauch starb 1955 in einer Heilanstalt in Uccle (Belgien). In ein drittes Verfahren war der inzwischen Verstorbene 1971 einbezogen. In Hamburg war eine Gruppe von SS-Offizieren der Geiselerschießung (1942–1944) in den belgischen Orten Charleroi und Dinant angeklagt. Gegen alle Angeklagten wurde das Verfahren eingestellt, da die Ermittlungen „keine Hinweise“ auf „eine grausame oder heimtückische Tötung“ ergeben hätten und die ermittelten Sachverhalte demnach „als Totschlag bzw. Körperverletzung mit Todesfolge bzw. versuchter Totschlag, nicht [aber] als Mord zu qualifizieren“ seien und daher Strafverfolgungsverjährung eingetreten sei.